# ینی‌کوی (کوزان)
ینی‌کوی (به ترکی استانبولی: Yeniköy) یک منطقهٔ مسکونی در ترکیه است که در قوزان (ترکیه) واقع شده‌است.